# 2018年10月

## 10月1日
- 美国德克萨斯大学的詹姆斯·艾利森和日本京都大学的本庶佑獲得2018年诺贝尔生理学或医学奖。[1]

## 10月2日
- 美国的阿瑟·阿什金，法国的热拉尔·穆鲁和加拿大的唐娜·斯特里克兰因为“在激光物理的开创性发明”獲得2018年诺贝尔物理学奖。[2]
- 伊拉克国民议会選舉巴爾哈姆·薩利赫為新一任伊拉克总统。[3]
- 沙特阿拉伯籍記者賈邁勒·卡舒吉在進入土耳其伊斯坦布尔的沙特領事館後失蹤。[4]

## 10月3日
- 美国科学家弗朗西丝·阿诺德、乔治·P·史密斯和英国科学家格雷格·温特獲得2018年诺贝尔化学奖。[5]
- 為響應美國國家航空暨太空總署（NASA）於未來十年內，重新恢復探索月球、火星之計畫，洛克希德馬丁公司（Lockheed Martin）同日公布一艘登月概念太空船。[6]
- 日本宇宙航空研究開發機構（JAXA）表示，於2014年12月發射升空的隼鳥2號，同日朝追蹤許久的小行星「龍宮」（Ryugu）表面投放一台「小行星地表探測車」（MASCOT），以期於16小時內，儘可能蒐集此顆小行星表面上的廣泛資料，並讓其即時資料回傳。[7]
- 世界主教大会第15次会议在梵蒂冈开幕。此前刚刚被罗马教廷赦免、解除绝罚的郭金才与杨晓亭代表中国大陆天主教主教团参会，受到教宗方济各欢迎。教廷与中国政府在9月签署临时协议，双方关系缓和。但教廷此举亦被外界批评[8]。

## 10月5日
- 大韓民國前總統李明博於其任內時，涉嫌收賄、侵吞公款及濫用職權，同日遭首爾中央地方法院判定15年徒刑與130億韓元之罰鍰。[9]
- 2018年诺贝尔和平奖由致力于治疗性暴力受害者的刚果医生德尼·慕克维格和伊拉克雅兹迪人权活动人士、伊斯兰国极端组织性暴力幸存者纳迪娅·穆拉德獲得。[10]
- 法国警方表明，已就总部位于法国的国际刑警组织的主席孟宏伟回中国后失踪案展开调查[11]。

## 10月6日
- 2018年加蓬議會選舉（英语：Gabonese legislative election, 2018）進行首輪投票。[12]
- 2018年拉脫維亞議會選舉進行投票。[13]
- 美国参议院以50票支持、48票反對确认布雷特·卡瓦諾出任美國最高法院大法官。卡瓦诺随即到最高法院宣誓就职。[14]
- 日本東京築地市場最後營業並正式關閉，結束83年歷史。新市場遷往豐洲。[15]

## 10月7日
- 2018年巴西大選進行投票。[16]
- 2018年波黑大選（英语：Bosnian general election, 2018）進行投票。[17]
- 2018年喀麥隆總統選舉（英语：Cameroonian presidential election, 2018）進行投票。[18]
- 中華職棒史上第一場完全比賽(瑞安)
- 國際刑警組織的主席孟宏偉回中國後失蹤一事，中國中央紀委國家監委網站發布消息，證實孟宏偉巳因涉嫌違法接受調查。同日孟宏偉宣佈辭去國際刑警組織的主席職務。

## 10月8日
- 威廉·诺德豪斯和保罗·罗默獲得2018年瑞典中央銀行紀念阿爾弗雷德·諾貝爾經濟學獎。[19]

- 聯合國政府間氣候變化專門委員會發布特別報告，指出全球升溫限制在攝氏1.5度，對自然生態的破壞將比限制在2度明顯減少，而為此社會各方必須採取快速深遠且前所未有的變革。[20]

## 10月9日
- 政府間氣候變化專門委員會（IPCC）在仁川會議做出「最後的警報」警示全球氣候變遷已經造成生態環境影響，人類必須盡快做出因應之道。另外科學家亦警告熱室地球（Hothouse Earth，又譯溫室地球）正在發生。[21]

## 10月10日
- 馬來西亞內閣计划廢除死刑。[22]
- 美國道瓊工業指數重挫831點，是2018年2月以來最大跌幅。[23]

## 10月11日
- 俄罗斯联盟MS-10飞船因火箭第二级出现故障而发射失败，两名宇航员成功逃生，已降落於哈萨克斯坦境内，人員均未受伤。[24]。发射失败原因，為一枚零件在發射場上組裝時「變形」[25]。
- 颶風邁克爾在美国東南部幾個州帶來強風和大雨[26]。
- 君士坦丁堡普世牧首区教会事务会议同意考慮承認烏克蘭正教會為自主教会[27][28]。

## 10月12日
- 土耳其法院判處美國牧師安德鲁·布伦森入獄3年又1個月，在考慮他在土耳其被扣留的時間後批准即時釋放[29]。
- 英國尤金妮公主午間在溫莎堡出嫁，與拍拖7年的傑克·布魯斯班克正式結婚[30]。
- 联合国人权理事会改選其中18個席位[31]。
- 美军在索马里中部哈拉尔代雷（英语：Harardhere）附近針對恐怖组织青年党的一次空袭打死了大約60名武裝分子，是2017年11月以來打死青年党成员最多的一次空袭[32]。

## 10月13日
- 安華在2018年波德申补选勝出，重返馬來西亞下議院[33]。
- 颶風萊斯利吹襲葡萄牙[34]。

## 10月14日
- 台灣台鐵縱貫線高雄市高雄段鐵路地下化2018年10月13日深夜切換路軌，2018年10月14日將通車啟用[35][36][37][38][39]。
- 德國巴伐利亚州议会選舉進行投票[40]。
- 卢森堡众议院選舉進行投票[41]。
- 教宗方济各在梵蒂冈举行仪式，为7人封圣，包括前教宗保祿六世和前聖薩爾瓦多總教區總主教奥斯卡·罗梅罗[42]。

## 10月15日
- 美國零售商西爾斯控股向法院申請破產保護[43]。

- 在法國南部奧德省，奧德谷遭受暴風雨侵襲釀成水災，是自1891年以來最嚴重。受災最嚴重的特雷布市，水位在5小時內上漲8米。水災已造成最少10人死亡。[44]
- 在君士坦丁堡普世牧首区有意承認烏克蘭正教會的自主地位後，俄罗斯正教会宣佈將會中斷與君士坦丁堡普世牧首区的關係。[45]
- 也門總統阿卜杜拉布·曼苏尔·哈迪解除總理艾哈邁德·奧貝德·本·德赫的職務。[46]

## 10月16日
- 港鐵荃灣綫、觀塘綫、港島綫同時發生信號故障，導致同日香港「早高峰交通」出現嚴重混亂，其後將軍澳綫亦發生信號故障。[47]
- 美國PAI組織（英語：The Partnership on AI），同日宣布，首位中國新成員「百度」為該組織正式成員。[48]

## 10月17日
- 加拿大成为世界上第二个休闲用大麻合法化的国家。[49]
- 俄控克里米亚刻赤的一間學校發生槍擊案，造成至少17人喪生，當局指開槍的一名學生已自殺身亡。[50]
- 美國政府宣佈啟動退出萬國郵政聯盟的程序。在此後一年內美國仍將留在聯盟內。有美國官員透露美國的目標是爭取一個公平的郵費協議，而不是一定要退出聯盟。[51]
- 美國農業部動植物衛生檢驗署同日宣布，取消可食用的基改棉花種子種植禁令，此政策將可滿足全世界約5.75億人每日蛋白質的需求。[52]
- 阿根廷國家統計局(INDEC)，同日公布9月消費者物價指數為6.5%，此百分比已創下自2016年4月以來之新高，而2018年1月至9月的物價總指數也達到32.4%。[53]

## 10月19日
- 沙特阿拉伯籍記者賈邁勒·卡舒吉被證實在沙特阿拉伯駐伊斯坦布爾領事館內死亡，這宗事件引發國際社會廣泛關注。[54]
- 印度旁遮普邦阿姆利则市郊發生列車衝撞人群的事故，造成至少58人喪生。[55]
- 巴西里約國家博物館，同年9月發生火災。研究人員在原火場位置整理時，於瓦礫堆中尋獲一枚約存在45.6億年的古老岩石「安格拉王」，及古老人類化石「露西亞」（Luzia）大約8成左右的頭骨碎片，其保存的狀況良好。[56][57]
- 美國長壽兒童節目《芝麻街》飾演大鳥50年的傀儡師卡羅爾斯平尼宣佈退休決定，轉任顧問職務。

## 10月20日
- 2018年阿富汗議會選舉進行投票。[58]
- 南北韓為解除板門店共同警備區武裝實施而進行的掃雷作業完成[59]
- 日本放送協會（NHK）報導，日本與歐洲合作已於同日首次發射行星探測器成功。預計2025年12月抵達水星，將進行一系列磁場、大氣、地表等相關探測活動。[60]
- 英國脫歐議題發燒，距離英國2019年3月29日脫歐最後的最後期限將至，英國倫敦於2018年10月20舉行「人民的選票」的盛大示威遊行。[61]
- 菲律賓西內格羅省沙街一座甘蔗田中發生槍擊案，造成九名農民罹難，罹難者多為左翼團體全國甘蔗農聯合會的成員，槍擊發生原因可能與該國進行中的土地改革有關[62]。

## 10月21日
- 日本著名乒乓球运动员福原爱宣布退役。[63]
- 臺灣鐵路宜蘭線新馬車站發生普悠瑪自強號列車脫軌事故。造成18人死亡，215人受傷。

## 10月23日
- 中共中央總書記兼中國國家主席習近平宣佈港珠澳大橋正式通車。[64]

## 10月24日
- 國泰航空公布，有940萬位國泰航空及港龍航空的乘客資料曾被不當取覽。國泰於3月發現可疑活動，並於5月確認事件發生。[65]

## 10月25日
- 日本內閣總理大臣安倍晉三應中國國務院總理李克強邀請訪問中國，是相隔7年再有日本首相到訪中國。[66]
- 中國中央電視台駐英國記者孔琳琳在9月英國保守黨年會一個研討會上斥責研討會反華，涉嫌掌摑一個要把她趕離的來自香港的工作人員，被警方以普通襲擊罪名起訴。[67]中華人民共和國外交部對英方表達「嚴重關切」，認為中國記者受不公正對待，支持中國記者「維護自身正當合法權益」。[68]

## 10月26日
- 中日兩國元首於北京釣魚臺國賓館會談，適逢《日中和平友好條約》締結40周年，期許關係重回軌道，開啟「化競爭為協調的日中關係新時代」。[69][70]
- 伊奥尼亚海发生MW 6.8级的强烈地震，引发了0.1米的海啸[71][72]。

## 10月27日
- 美國匹兹堡一所犹太教堂發生枪击案，造成11人喪生。[73]
- 中國甘肅酒泉衛星發射中心報導，中國首枚民營運載火箭「朱雀一號」同日發射升空，因火箭部分節段飛行異常，致搭載之衛星未能順利進入地球軌道。[74]

## 10月28日
- 2018年巴西總統選舉進行次輪投票。[75]
- 2018年格魯吉亞總統選舉進行投票。[76]
- 德國黑森州舉行州議會選舉。[77]
- 重慶市萬州長江二橋發生嚴重交通事故，一輛22路公交車在橋上突然左轉，撞向對面方向的一輛小轎車後，衝出大橋墜入江中。現場已撈獲兩名遺難者遺體，公交車上仍有15人失聯。[78]

## 10月29日
- 獅子航空610號班機在印度尼西亞雅加達起飛後墜毀。[79]
- 日本明仁天皇的堂弟，巳故高圓宮憲仁親王的三女兒，28歲的絢子女王出嫁，和32歲的日本郵船公司職員守谷慧正式結婚。[80]
- 帕克太陽探測器抵達距太陽表面4,273萬公里處，打破太陽神2號於1976年創下的紀錄，成為有史以來最接近太阳的人造物體。[81]其將繼續前進，預計11月上旬飛至預定位置（將距離太陽表面2,400萬公里）。[82]

## 10月30日
- 以《射鵰英雄傳》、《神鵰俠侶》、《倚天屠龍記》聞名的香港武俠小說作家金庸下午於養和醫院病逝，享年94歲。[83]
- 韓國大法院就4名二戰韓籍勞工13年前對新日本製鐵公司（新日鐵住金的前身）發起的索賠案宣判後者敗訴。判處向4人分別賠償1億韓元。[84]
- 蘋果公司於紐約舉辦發表會，發表最新一代Macbook Air、Mac mini及iPad Pro[85]。
- 香港特別行政區行政會議通過恆生管理學院升格成為香港第二所私立大學，其中英文名稱分別改為「香港恆生大學」及「The Hang Seng University of Hong Kong」。[86]

## 10月31日
- 纪念印度独立运动领导人、首任印度副总理（英语：Deputy Prime Minister of India）萨达尔·瓦拉巴伊·帕特尔的团结雕像于古吉拉特邦那尔马达县正式落成。雕像高达182米，是目前全球最高雕像[87]。